# Cumulus Oophorus
El cumulus oophorus, o células del Cúmulo (del latín cumulus = montón, oo = huevo + phorus = portador), también conocido como discus proligerus, discus oophorus o discus ovigerous, es un cluster de células que rodean al ovocito tanto en el folículo ovárico como después de la ovulación. En el folículo antral este cúmulo puede ser visto como una extensión de la capa  granulosa.

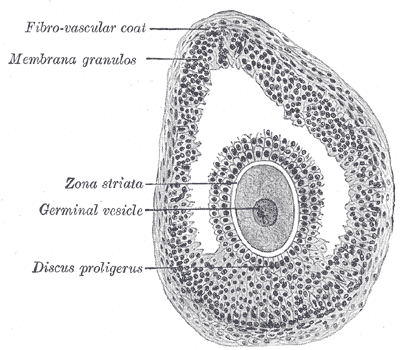
Se puede observar el cumulus oophorus abajo, de forma cónica con el nombre de Discus proligerus, uniendo el ovocito con la capa granulosa. Dibujo de un corte histológico del folículo ovárico.

La capa de células que rodea al ovocito luego de la ovulación es conocida con el nombre de corona radiata. Los espermatozoides deben atravesar la corona radiata para que pueda ocurrir la fecundación.

## Función
Entre las funciones del cumulus oophorus se encuentra la protección del ovocito, la coordinación del desarrollo folicular y la maduración del ovocito. En este último caso, está relacionado con la regulación del transporte de aminoácidos, la síntesis de esteroles y la transcripción génica del ovocito. 
También tiene otras funciones, como proveer metabolitos energéticos para la reanudación de la meiosis o promover el proceso de glicólisis.

## Importancia en Reproducción Asistida
Esta estructura puede ofrecer información relevante para el proceso de Fecundación in vitro (FIV), ya que el análisis del perfil de expresión génica de las células del cúmulo permite estimar la calidad del ovocito y la eficiencia del protocolo de hiperestimulación ovárica. De forma indirecta, permite predecir aneuploidías y otras cuestiones relevantes sobre el desarrollo embrionario y el embarazo. Su estudio está permitiendo conocer cada vez más aspectos sobre la selección embrionaria.
Una sobreexpresión de los genes has2, grem1 y ptgs2 en el perfil génico de las células del cúmulo se correlaciona con una mayor competencia del ovocito o una mejor tasa de implantación. Por el contrario, la desregulación de los genes bdnf, ccnd2, cxcr4, hspb1, dlv3, dhcr7, ctnnd1, trim28, star, areg o cx43 se relaciona con una menor competencia del ovocito o una menor tasa de implantación.